# 4967 Glia
4967 Glia је астероид главног астероидног појаса са пречником од приближно 29,67 .
Афел астероида је на удаљености од 3,280 астрономских јединица (АЈ) од Сунца, а перихел на 3,015 АЈ.
Ексцентрицитет орбите износи 0,041, инклинација (нагиб) орбите у односу на раван еклиптике 16,985 степени, а орбитални период износи 2039,995 дана (5,585 година).
Апсолутна магнитуда астероида је 10,70 а геометријски албедо 0,105.
Астероид је откривен 11. фебруара 1983. године.